# Wilton Daniel Gregory
Wilton Daniel Gregory (Chicago, 7 dicembre 1947) è un cardinale e arcivescovo cattolico statunitense, dal 6 gennaio 2025 arcivescovo emerito di Washington.

## Biografia
Wilton Daniel Gregory è nato il 7 dicembre 1947 a Chicago, città più grande dello Stato federale dell'Illinois e sede arcivescovile, negli Stati Uniti d'America da Ethel Duncan e William Gregory. Di famiglia afroamericana, dopo il divorzio dei genitori è stato cresciuto dalla madre e dalla nonna.

### Formazione e ministero sacerdotale
Nel 1958 ha deciso di diventare sacerdote, e non essendo ancora cattolico, viene battezzato, comunicato e cresimato nel 1959, all'età di dodici anni.
Ha studiato filosofia al Niles College Seminary e teologia al Saint Mary of the Lake Seminary di Mundelein.
Il 9 maggio 1973 è stato ordinato presbitero per l'arcidiocesi di Chicago dal cardinale John Patrick Cody. In seguito è stato vicario parrocchiale della parrocchia di Nostra Signora del Perpetuo Soccorso dal 1973 al 1976. Nel 1976 è stato inviato a Roma per studi. Nel 1980 ha conseguito il dottorato in liturgia presso il Pontificio ateneo Sant'Anselmo. Tornato in patria è stato professore di liturgia al Saint Mary of the Lake Seminary di Mundelain, membro dell'ufficio arcidiocesano per la liturgia e maestro delle cerimonie dei cardinali John Patrick Cody e Joseph Louis Bernardin dal 1980 al 1983.

### Ministero episcopale
Il 18 ottobre 1983 papa Giovanni Paolo II lo ha nominato vescovo ausiliare di Chicago, assegnandogli contestualmente la sede titolare di Oliva; a trentacinque anni, età minima per i candidati all'episcopato secondo il Can. 378-§1 del CIC, è divenuto uno dei più giovani vescovi del mondo. Ha ricevuto la consacrazione episcopale il successivo 13 dicembre, nella Cattedrale del Santo Nome a Chicago, per imposizione delle mani del cardinale Joseph Louis Bernardin, ordinario arcidiocesano, avendo come co-consacranti i vescovi ausiliari Leo William Abramowicz, vescovo titolare di Paestum, e Nevin William Hayes, O.Carm., vescovo titolare di Novasinna; assieme a lui, sono stati ordinati vescovi ausiliari anche Timothy Joseph Lyne, John George Vlazny e Plácido Rodríguez. Come suo motto episcopale il neo vescovo Gregory ha scelto We are the Lord's, che tradotto vuol dire "Noi siamo del Signore".
Il 29 dicembre 1993 il papa lo ha nominato 7º vescovo di Belleville, diocesi suffraganea di Chicago; è succeduto a James Patrick Keleher, trasferito alla sede metropolitana Kansas City il 28 giugno precedente. Il successivo 10 febbraio ha preso possesso della diocesi.
Nel dicembre 1998 è stato eletto vicepresidente della Conferenza dei Vescovi Cattolici degli Stati Uniti e il 13 novembre 2001 presidente, incarico che ha mantenuto fino al 15 novembre 2004; è succeduto in entrambi i casi al vescovo Joseph Anthony Fiorenza, vescovo di Galveston-Houston.
Il 9 dicembre 2004 papa Giovanni Paolo II lo ha nominato arcivescovo metropolita di Atlanta; è succeduto a monsignor John Francis Donoghue, dimessosi per raggiunti limiti di età. Il 17 gennaio 2005 ha preso possesso dell'arcidiocesi. Il 29 giugno seguente, giorno della solennità dei Santi Pietro e Paolo, si è recato presso la Basilica di San Pietro in Vaticano, dove papa Benedetto XVI gli ha imposto il pallio, simbolo di comunione tra la Santa Sede e il metropolita.
Il 4 aprile 2019 papa Francesco lo ha nominato arcivescovo metropolita di Washington; è succeduto al cardinale Donald William Wuerl, dimessosi per raggiunti limiti d'età il 12 ottobre 2018. Il 21 maggio ha preso possesso dell'arcidiocesi nella Basilica del santuario nazionale dell'Immacolata Concezione. Il 29 giugno seguente, nella Basilica di San Pietro in Vaticano, ha ricevuto nuovamente il pallio dalle mani del papa, che gli è stato imposto il 14 luglio da monsignor Christophe Pierre, arcivescovo titolare di Gunela e nunzio apostolico negli Stati Uniti d'America, nella cattedrale di San Matteo.
Il 18 settembre 2020 è stato nominato amministratore apostolico sede vacante di Saint Thomas, dopo le dimissioni per motivi di salute di monsignor Herbert Armstrong Bevard. Ha mantenuto l'incarico fino al 17 aprile 2021.

### Cardinalato
Il 25 ottobre 2020, durante l'Angelus, papa Francesco ha annunciato la sua creazione a cardinale nel concistoro del 28 novembre seguente; quasi settantatreenne, è il sesto arcivescovo di Washington consecutivo ed il primo afroamericano a ricevere la porpora nella Storia della Chiesa.
Il 16 dicembre successivo è nominato membro del Dicastero per i laici, la famiglia e la vita.
Il 27 settembre 2021 ha preso ufficialmente possesso del titolo dell'Immacolata Concezione di Maria a Grottarossa.
Il 6 gennaio 2025 papa Francesco ha accolto la sua rinuncia, presentata per raggiunti limiti di età, al governo pastorale dell'arcidiocesi di Washington; gli è succeduto il cardinale Robert Walter McElroy, fino ad allora vescovo di San Diego.
Il 7 e 8 maggio 2025 ha partecipato come cardinale elettore al conclave che ha portato all'elezione di papa Leone XIV.

## Genealogia episcopale e successione apostolica
La genealogia episcopale è:
- Cardinale Scipione Rebiba
- Cardinale Giulio Antonio Santori
- Cardinale Girolamo Bernerio, O.P.
- Arcivescovo Galeazzo Sanvitale
- Cardinale Ludovico Ludovisi
- Cardinale Luigi Caetani
- Cardinale Ulderico Carpegna
- Cardinale Paluzzo Paluzzi Altieri degli Albertoni
- Papa Benedetto XIII
- Papa Benedetto XIV
- Papa Clemente XIII
- Cardinale Marcantonio Colonna
- Cardinale Giacinto Sigismondo Gerdil, B.
- Cardinale Giulio Maria della Somaglia
- Cardinale Carlo Odescalchi, S.I.
- Cardinale Costantino Patrizi Naro
- Cardinale Lucido Maria Parocchi
- Papa Pio X
- Cardinale Gaetano De Lai
- Cardinale Raffaele Carlo Rossi, O.C.D.
- Cardinale Amleto Giovanni Cicognani
- Arcivescovo Paul John Hallinan
- Cardinale Joseph Louis Bernardin
- Cardinale Wilton Daniel Gregory

La successione apostolica è:
- Vescovo Luis Rafael Zarama Pasqualetto (2009)
- Arcivescovo Gregory John Hartmayer, O.F.M.Conv. (2011)
- Vescovo David Prescott Talley (2013)
- Vescovo Bernard Edward Shlesinger (2017)
- Vescovo Joel Matthias Konzen, S.M. (2018)
- Vescovo Jerome Feudjio (2021)
- Vescovo Jacques Eric Fabre, C.S. (2022)
- Vescovo Juan Rafael Esposito-Garcia (2023)
- Vescovo Evelio Menjivar-Ayala (2023)

## Araldica
| Stemma | Blasonatura |
| ------ | --- |

Stemma as Arcivescovo di Atlanta

|        | Partito: al primo inquartato: al I d'azzurro, al crescente d'argento; al II di rosso a tre stelle (6) d'argento alzate e poste in fascia; al III di rosso a tre stelle (5) d'argento alzate e poste in fascia; al IV d'azzurro al cherubino d'argento; alla croce trifogliata inquartata d'oro e d'argento attraversante l'inquartato; al secondo d'argento alla croce di rosso, caricata di una croce di nero filettata di verde e accompagnata nel I dal corvo rivoltato al naturale; nel II dall'orso rampante di nero, armato di rosso; nel III dal giglio di rosso; nel IV dalla fenice d'oro sulla sua immortalità di rosso. Ornamenti esteriori da cardinale arcivescovo. Motto: We are the Lord's (Siamo del Signore), tratto da Romani 14, 8. |